# Бугубай
Бугубай (каз. Бұғыбай) — село в Маканчинском районе Абайской области Казахстана. Входит в состав Каратальского сельского округа. Код КАТО — 636469400.

## Население
В 1999 году население села составляло 265 человек (137 мужчин и 128 женщин). По данным переписи 2009 года, в селе проживали 224 человека (122 мужчины и 102 женщины).